# Rhyacophila hingstoni
Rhyacophila hingstoni är en nattsländeart som beskrevs av Martynov 1930. Rhyacophila hingstoni ingår i släktet Rhyacophila och familjen rovnattsländor. Inga underarter finns listade i Catalogue of Life.